# Team Bondi
Team Bondi fou una empresa independent australiana desenvolupadora de videojocs i creada a mitjans del 2003 per Brendan McNamara, el director del títol de Sony Computer Entertainment Europe (SCEE) anomenat The Getaway. La companyia va haver de tancar l'any 2011.

## Sobre Team Bondi
L'equip fa ser fundat per Brendan McNamara, anterior cap de Team SOHO, l'any 2003.
Situat a Sydney, Austràlia, Team Bondi fou una empresa de desenvolupament de videojocs. La companyia va treballar en el desenvolupament de L.A. Noire. Team Bondi va haver de tancar degut a queixes dels seus treballadors per les seves condicions laborals, però també degut a problemes econòmics i a la mala relació amb la companyia Rockstar Games, responsable de la publicació del videojoc.

## L.A. Noire
L.A. Noire és un videojoc produït per Team Bondi i distribuït per Rockstar Games. Va ser estrenat el 17 de maig del 2011 a Nord-America i el 20 de maig del 2011 a Europa.
El joc narra la història d'un policia de Los Angeles durant els anys 40 del segle xx, responsable de la resolució de casos d'assassinat. L.A. Noire està inspirat en les pel·lícules de cinema negre dels anys 40 i 50.
Publicat originalment per a PlayStation 3, XBox 360 i Microsoft Windows, Rockstar Games va remasteritzar-lo l'any 2017 per a les consoles PlayStation 4, XBox One i Nintendo Switch.